# Хадджа (мухафаза)
Хадджа (араб. حجة) — одна з 21 мухафази Ємену. Розташована на півночі західної частини країни. Межує із Саудівською Аравією (на півночі) а також з мухафазами: Ходейда та Махвіт (на півдні), Амран (на сході) і Саада (на північному сході). На заході омивається водами Червоного моря.
Площа становить 8300 км², населення — 1 479 568 чоловік. Середня щільність населення — 178,26 осіб/км². Адміністративний центр — місто Хадджа.